# 宋師襄
宋师襄（？—1643年），號一衷，陕西耀州城内人，明朝政治人物。

## 生平
万历四十年（1612年）壬子科陕西鄉試第十六名舉人，四十四年（1616年）丙辰科进士。刑部觀政，初任南乐县知县。天启二年（1622年）行取考选，授廣西道监察御史，三年管城工，四年巡按真定。屡次上疏，被革职。崇祯帝继位，复起为四川道御史，管京通二倉，三年升太仆寺少卿，管京营，管馬政，以太常寺少卿致仕。崇祯十二年（1639年）詔復原职、提督四夷馆，次年升顺天府府尹。因事下狱，两年后释放归里。崇祯十六年（1643年），李自成攻入耀州，师襄拒降，被押送至山西闻喜县处决。

## 家族
曾祖宋继祖。祖父宋嘉士，庠生。父宋鎧，廪生。

## 延伸阅读
[在维基数据编辑]
 《明史卷二百六十四》，出自《明史》

| 官衔          | 官衔                                | 官衔          |
| ------------- | ----------------------------------- | ------------- |
| 前任： 郭建邦 | 明朝順天府府尹 崇禎十三年（1640年） | 繼任： 戈允禮 |